# Malužinská dolina
Malužinská dolina – dolina w Niżnych Tatrach na Słowacji. Jest orograficznie prawym odgałęzieniem Bocianskiej doliny, która dzieli Niżne Tatry na dwie części: zachodnią – większą i skupiającą wszystkie szczyty przekraczające 2000 m (Ďumbierske Tatry) oraz wschodnią – niższą i nieco mniej rozległą (Kráľovohoľské Tatry). Malužinská dolina znajduje się w części wschodniej.
Malužinská dolina to największe odgałęzienie Bocianskiej doliny. Górą podchodzi pod główny grzbiet Niżnych Tatr. Orograficznie lewe jej zbocza tworzy opadający na północ grzbiet ze szczytem Fišiarka, prawe północny grzbiet Zadniej hoľi ze szczytami Zadná Široká, Veľký bok, Pukanec, Milkovo, Skribňovo. Ma wylot na wysokości około 750 m tuż powyżej najwyżej położonych zabudowań wsi Malužiná. Dnem doliny spływa potok Malužianka.
Malužinská dolina ma kilka odgałęzień i tworzy dziki, trudno dostępny i rozczłonkowany system dolinek wciosowych. Spływają nimi potoki: Chorupniansky potok, Malužiná, Hodruša. Potoki te maja boczne dopływy, spływające dolinkami drugiego rzędu. Większa część doliny wyżłobiona jest w skałach granitowych, tylko dolna część w skałach wapiennych. Jest porośnięta lasem, jedynie na dnie doliny znajduje się kilka polan. Jedynymi zabudowaniami na obszarze całej doliny są leśniczówki Predné, Chorupné i Pod Kašou. Na dnie doliny znajduje się źródło wody mineralnej Malužinská Kyslá vodá oraz sztuczny zbiornik wody, który dawniej służył do spławiania drewna (Malužinsky tajch).
Cała dolina, poczynając od ostatnich zabudowań Malužinej w górę, znajduje się w granicach Parku Narodowego Niżne Tatry.

## Turystyka
Przez dolinę prowadzi jeden tylko szlak turystyczny. Cały czas wiedzie przez las, dnem głównego ciągu doliny, a potem doliną potoku Hodruša. 
  Malužiná – Malužinská dolina – Predné – dolina potoku Hodruša – Sedlo pod Veľkým bokom. Odległość 12 km, suma podejść 834 m, suma zejść 90 m, czas przejścia 3,40 h (z powrotem 3 h)